# Noel Blanc
 (octobre 2012).
Si vous disposez d'ouvrages ou d'articles de référence ou si vous connaissez des sites web de qualité traitant du thème abordé ici, merci de compléter l'article en donnant les références utiles à sa vérifiabilité et en les liant à la section « Notes et références ».
Pour les articles homonymes, voir Blanc (homonymie).
Cet article possède un paronyme, voir Noël blanc.
Noel Barton Blanc (né le 19 octobre 1938 à Los Angeles, Californie) est un acteur américain spécialisé dans le doublage.
Il est le fils du légendaire Mel Blanc (1908-1989), voix originale de nombreux personnages des Looney Tunes dont Bugs Bunny, Sylvestre le chat, Sam le pirate et Daffy Duck.

## Biographie
Noel Blanc a prêté sa voix à Bugs dans l'épisode spécial des Tiny Toons It's a Wonderful Tiny Toon Christmas Special. D'après Mel Blanc lui-même[réf. nécessaire], son fils Noel l'a remplacé vocalement dans différents dessins animés, y compris pour la voix de Bugs aux studios de Warner Bros, alors que Mel se remettait d'un très grave accident de voiture.
On peut voir Noel et Mel enregistrer les répliques de Bugs Bunny dans le documentaire sur le tournage de Qui veut la peau de Roger Rabbit (1988).

## Filmographie
En tant qu'acteur
- This Is Your Life (1984) : lui-même
- Roger Rabbit and the Secrets of Toon Town (1988) : lui-même
- Happy Birthday, Bugs!: 50 Looney Years (1990) : lui-même
- The Chuck Woolery Show (1 épisode, 1991) : lui-même
- Vicki! (1993) : lui-même
- Behind the Tunes (2003-2006) : lui-même
- The 100 Greatest Cartoons (2005) : lui-même
- Mel Blanc: The Man of a Thousand Voices (2008) : lui-même

En tant que producteur
- 1987 : Sparky's Magic Piano - producteur exécutif

## Doublage
- Fifty Years of Bugs Bunny in 3 1/2 Minutes (1989)
- Les Tiny Toons (1990) : Porky Pig
- The Plucky Duck Show (1992) : voix diverses
- Les Griffin  (2006) : Elmer Fudd
- L'Incroyable Histoire de Stewie Griffin (Family Guy Presents Stewie Griffin: The Untold Story)  (2005) : Elmer Fudd
- Stewie B. Goode (2006) : Elmer Fudd